# HMAS Sydney (1912)
HMAS Sydney – australijski krążownik lekki brytyjskiego typu Town, zbudowany w Glasgow, wszedł do służby w 1913 roku.
HMAS „Sydney” odznaczył się podczas I wojny światowej w bitwie koło Wysp Kokosowych 9 listopada 1914 roku, walcząc z niemieckim rajderem − lekkim krążownikiem SMS „Emden”. Eskortując konwój, „Sydney” został odesłany z eskorty do zbadania podchodzącego do wysp nieznanego okrętu, którym okazał się "Emden". Wolniejszy i słabiej uzbrojony "Emden", po godzinnej walce, ciężko uszkodzony wyrzucił się na rafę koralową. Było to pierwsze zwycięstwo na morzu w historii Royal Australian Navy. W następnych latach, aż do zakończenia wojny, „Sydney” służył na wodach europejskich. Został wycofany ze służby w 1928 roku.